# Флавий Севериан
Флавий Севериан (на латински: Flavius Severianus; Gaius, Marcus Flavius Valerius Severianus; † 313 г.) e син на римския император Север II. Неговото пълно име е Гай или Марк Флавий Валерий Севериан.
След смъртта на Галерий той бяга през 311 г. от Лициний в територията на Максимин Дая, който го прави praeses (управител) на провинцията Исаврия.
След загубата против Лициний на 30 април 313 г. Севериан е в двора на Максимин в Тарс. Когато Максимин умира през август 313 г., Севериан вероятно се опитва да стане негов приемник на императорския трон. Лициний го обявява за предател и като узурпатор го екзекутира.